# Quốc ca Nam Phi
Quốc ca Nam Phi là bài hát quốc ca chính thức của Cộng hòa Nam Phi, được chuyển thể từ bài thánh ca Nkosi Sikelel' iAfrika (Bài hát chống chế độ apartheid) và quốc ca trước đây (từ năm 1954 đến năm 1994) là Die Stem van Suid (tạm dịch ra tiếng Việt là tiếng gọi Nam Phi). Nó đã trở thành quốc ca chính thức của Nam Phi sau năm 1997.
Quốc ca Nam Phi được sáng tác vào năm 1897 bởi Enoch Sontonga, là giáo viên trường học. Ban đầu nó được hát như là một bài thánh ca nhà thờ, nhưng sau đó đã trở thành một hành động thách thức chính trị để chống lại chế độ phân biệt chủng tộc, xóa bỏ chế độ nô lệ của những người da đen.

## Lời bài hát
Bài hát này gồm bốn khổ, chia làm 5 phần, mỗi phần là một ngôn ngữ khác nhau trong năm ngôn ngữ thông dụng nhất trong tổng số 11 ngôn ngữ chính thức của Nam Phi. Bao gồm các thứ tiếng sau:
- Khổ một gồm 2 phần, mỗi phần 2 câu. Phần thứ nhất là tiếng Xhosa, phần thứ hai là tiếng Zulu;
- Khổ hai gồm một phần, toàn bộ là tiếng Nam Sotho;
- Khổ ba gồm một phần, toàn bộ là tiếng Afrikaans;
- Khổ bốn gồm một phần, toàn bộ là tiếng Anh.

Bài quốc ca này có thể hát toàn bộ (trong các sự kiện thể thao hoặc các buổi lễ lớn) hoặc chỉ hát một phần (được áp dụng ở những vùng mà người dân chỉ sử dụng một trong năm thứ tiếng trên).
Dưới đây là toàn văn của bài hát:
| Lời ngôn ngữ gốc | Lời dịch tiếng Việt |
| --- | --- |
| (Xhosa) Nkosi sikelel' iAfrika Maluphakanyisw' uphondo lwayo, (Zulu) Yizwa imithandazo yethu, Nkosi sikelela, thina lusapho lwayo.                            | Thượng Đế hãy phù hộ cho châu Phi, Vươn tầm cao mới, vinh hiển Phi châu! Xin người nghe lời cầu nguyện của chúng con, Hãy phù hộ cho đại gia đình châu Phi! |
| (Sotho) Morena boloka setjhaba sa heso, O fedise dintwa le matshwenyeho, O se boloke, O se boloke setjhaba sa heso, Setjhaba sa, South Afrika - South Afrika. | Và hãy bảo vệ Tổ quốc của chúng con, Dẹp sạch chiến tranh và bất hạnh, Người hãy bảo vệ, bảo vệ Tổ quốc ta. Tổ quốc thân yêu, Nam Phi - Nam Phi.            |
| (Afrikaans) Uit die blou van onse hemel, Uit die diepte van ons see, Oor ons ewige gebergtes, Waar die kranse antwoord gee,                                   | Từ bầu trời xanh thanh cao, Từ đại dương sâu thăm thẳm, Từ những ngọn núi vĩnh cửu, Lời Người vang vọng khắp quê hương.                                     |
| (Anh) Sounds the call to come together, And united we shall stand, Let us live and strive for freedom In South Africa our land.                               | Lời kêu gọi chúng con đoàn kết lại, Đoàn kết lại đến muôn đời sau, Hãy cùng chung sống và phấn đấu cho tự do Nơi Nam Phi - quê hương chúng ta.              |